# 東の原
東の原（ひがしのはら）は、千葉県印西市の町丁。現行行政地名は東の原一丁目から東の原三丁目。郵便番号270-1336。

## 地理
北は草深、北東は竜腹寺、東はつくりや台、南東は造谷、南は草深、西は原、北西は牧の原に隣接している。

## 歴史
- 2012年（平成24年）12月26日 - 東の原、つくりや台、みどり台の一部において、字の区域及び名称の変更[4][5][6][7]。

### 町名の変遷
| 実施後       | 実施年月日    | 実施前（各大字とその一部）     |
| ------------ | ------------- | ------------------------------ |
| 東の原一丁目 |               | -                              |
| 東の原一丁目 | 2013年10月4日 | つくりや台一丁目の一部         |
| 東の原一丁目 | 2013年10月4日 | 造谷字割野の一部               |
| 東の原一丁目 | 2013年10月4日 | 竜腹寺字向原、字五斗蒔の各一部 |
| 東の原二丁目 |               | -                              |
| 東の原三丁目 |               | -                              |

## 世帯数と人口
2017年（平成29年）10月31日現在の世帯数と人口は以下の通りである。
| 丁目         | 世帯数  | 人口    |
| ------------ | ------- | ------- |
| 東の原二丁目 | 371世帯 | 1,258人 |

## 小・中学校の学区
市立小・中学校に通う場合、学区は以下の通りとなる。
| 丁目         | 番地 | 小学校           | 中学校               |
| ------------ | ---- | ---------------- | -------------------- |
| 東の原一丁目 | 全域 | 印西市立原小学校 | 印西市立西の原中学校 |
| 東の原二丁目 | 全域 | 印西市立原小学校 | 印西市立西の原中学校 |
| 東の原三丁目 | 全域 | 印西市立原小学校 | 印西市立西の原中学校 |

## 交通

### 鉄道
地内に鉄道は通っていない。原にある北総鉄道北総線の印西牧の原駅が利用できる。

### 道路
- 国道
  - 国道464号
- 都道府県道
  - 千葉県道190号千葉ニュータウン南環状線